# 339 (tal)
339 är det naturliga talet som följer 338 och som följs av 340.

## Inom vetenskapen
- 339 Dorothea, en asteroid.

## Inom matematiken
- 339 är ett udda tal
- 339 är ett sammansatt tal
- 339 är ett defekt tal